# Mikel Garciandía Goñi
Mikel Garciandía Goñi (ur. 21 marca 1964 w Etxarri-Aranatz) – hiszpański duchowny katolicki, biskup Palencii od 2024.

## Życiorys

### Prezbiterat
Święcenia kapłańskie otrzymał 25 czerwca 1995 i został inkardynowany do archidiecezji Pampeluny i Tudeli. Był m.in. wychowawcą w diecezjalnym seminarium, diecezjalnym duszpasterzem powołań, wikariuszem biskupim oraz przełożonym pampeluńskiego Wyższego Instytutu Nauk Religijnych.

### Episkopat
31 października 2023 papież Franciszek mianował go biskupem ordynariuszem diecezji Palencii.
20 stycznia 2024 w Katedrze św. Antonina z Pamiers w Palencii przyjął święcenia biskupie. Udzielił mu ich arcybiskup Bernardito Auza.